# Дом почтмейстера (Таганрог)
Дом почтмейстера  — здание, расположенное по ул. Греческой, 87 в городе Таганроге Ростовской области. Является объектом культурного наследия регионального значения (Решение № 301 от 18.11.92 года).

## История
Дом по улице Греческой, 87 в городе Таганроге Ростовской области был построен в 60-х годах XIX века. В конце 1860-х годов полутораэтажный кирпичный дом принадлежал купчихе Кончатовой. Через десять лет, в конце 1870-х годов, её дом перешёл в собственность семьи Томашевских и был записан на жену статского советника Михаила Томашевского — Марию Мануйловну. Михаил Томашевский служил в Таганроге почтмейстером, был активным членом клуба Общественного собрания, членом попечительного совета Николаевского детского приюта. Михаил Петрович побаивался своей супруги, властной и требовательной женщины.
Мария Мануйловна де-факто вела дела мужа в почтовой конторе, требовательно относилась к работе почтальонов. В 1884 году почтовая и телеграфная службы города были объединены в «Главное управление почт и телеграфов», которое вошло в состав Министерства внутренних дел. Почтовую корреспонденцию по домам в то время не разносили по домам, а выдавали получателям в почтовой конторе до двух часов дня каждый день.
Энергичное лицо Марии Мануйловны изобразил местный художник и скульптор Леонид Егоров (1848—1890) на барельефе, хранящемся ныне в Таганрогском историко-краеведческом музее. В их семье было две дочери: Надежда и Елизавета. Михаил Петрович умер в возрасте 89 лет 16 января 1893 года, дочь Елизавета — от паралича 18 октября 1916 года. С 1910-х годов домом владели дочери почтмейстера.
В годы советской власти дом был национализирован. В настоящее время это жилой дом.

## Описание
Полутораэтажный кирпичный дом с входной дверью в боковой части дома и пятью окнами по фасаду имеет четырёхскатную крышу, покрытую шифером. Здание оштукатурено, имеет межэтажный карниз, венчающий карниз с зубчиками. Два крайних окна украшены прямоугольными сандриками. Нижняя часть дома рустована. Дом окрашен в жёлтый цвет, его нижняя часть — в серый цвет. Въезд во двор устроен через ворота, расположенные слева от здания.
Прямоугольные окна нижнего этажа украшены замковыми камнями, три центральных верхних окна —  филёнками.
В соответствии с решением № 301 от 18.11.92 года здание является объектом культурного наследия регионального значения.